# Torrecilla en Cameros
Torrecilla en Cameros tỉnh và cộng đồng tự trị La Rioja, phía bắc Tây Ban Nha. Đô thị này có diện tích là 30,47 ki-lô-mét vuông, dân số năm 2009 là 520 người với mật độ 17,07 người/km². Đô thị này có cự ly 29 km so với Logroño.